# 번견

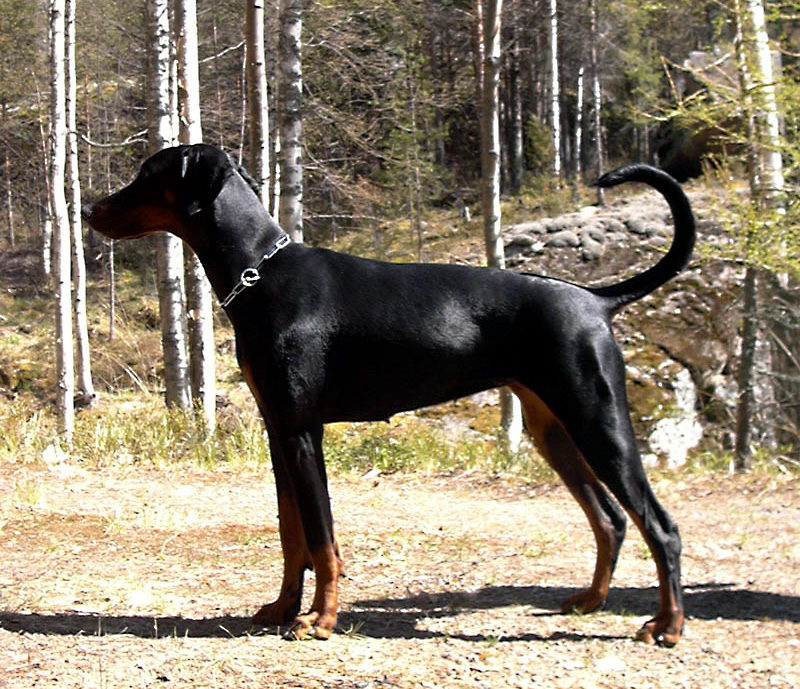
도베르만은 경비견이 많다.

번견(番犬, guard dog 또는 watchdog)은 경비하는 데 사용할 목적으로 사육하여 훈련시킨 개이다. 방범견(防犯犬)이라고도 한다.
예기치 않게 침입하는 인간이나 동물로부터 재산을 지키고 감시하는 개이다.  이 유형의 개는 안목이 있어서 집안에 거주하는 사람들을 귀찮게 하거나 공격하지는 않는다.